# Lista de presidentes da Tchecoslováquia
O Presidente da Checoslováquia foi o chefe de Estado da Checoslováquia desde a criação da Primeira República da Checoslováquia, em 1918, até a dissolução da República Federal Checa e Eslovaca, em 1992.
Nos períodos em que o cargo de Presidente da Checoslováquia esteve vago, algumas funções presidenciais foram conduzidas pelo primeiro-ministro. No entanto, as Constituições da Checoslováquia não definem nada parecido com um cargo de presidente interino.
A segunda seção lista os secretários-gerais do Partido Comunista da Tchecoslováquia (KSČ) entre 1948-1989. Durante este tempo, o secretário-geral foi de facto chefe executivo do país. No entanto, três secretários-gerais - Klement Gottwald, Antonín Novotný  e Gustáv Husák - também atuaram como presidente em algum momento de seus mandatos.

## Presidentes da Checoslováquia (1918–1992)
| # | Retrato | Nome                       | Nascimento-Morte | Etnia    | Inicio do mandato      | Fim do mandato         | Partido político                                              |
| --- | ------- | -------------------------- | ---------------- | -------- | ---------------------- | ---------------------- | ------------------------------------------------------------- |
| |         |                            |                  |          |                        |                        |                                                               |
| Primeira República da Checoslováquia(1918–1938)                                                                                      |         |                            |                  |          |                        |                        |                                                               |
| 1 |         | Tomáš Garrigue Masaryk     | 1850–1937        | Tcheco   | 14 de Novembro de 1918 | 14 de Dezembro de 1935 | político sem partido                                          |
| - |         | Milan Hodža (ad interim)   | 1878-1944        | Eslovaco | 14 de Dezembro de 1935 | 18 de Dezembro de 1935 | Partido Nacional Eslovaco / Partido Agrário da Checoslováquia |
| 2 |         | Edvard Beneš               | 1884–1948        | Tcheco   | 18 de Dezembro de 1935 | 5 de Outubro de 1938   | Partido Nacional Social Checoslovaco                          |
| - |         | Jan Syrový (ad interim)    | 1888-1970        | Tcheco   | 5 de Outubro de 1938   | 30 de Novembro de 1938 | Militar                                                       |
| |         |                            |                  |          |                        |                        |                                                               |
| Segunda República da Checoslováquia(1938–1939)                                                                                       |         |                            |                  |          |                        |                        |                                                               |
| 3 |         | Emil Hácha                 | 1872–1945        | Tcheco   | 30 de Novembro de 1938 | 15 de Março de 1939    | político sem partido                                          |
| |         |                            |                  |          |                        |                        |                                                               |
| Protectorado de Boêmia e Morávia(1939–1945)                                                                                          |         |                            |                  |          |                        |                        |                                                               |
| - |         | Emil Hácha                 | 1872–1945        | Tcheco   | 15 de Março de 1939    | 9 de Maio de 1945      | Parceria Nacional                                             |
| |         |                            |                  |          |                        |                        |                                                               |
| Primeira República Eslovaca(1939–1945)                                                                                               |         |                            |                  |          |                        |                        |                                                               |
| - |         | Jozef Tiso                 | 1887–1947        | Eslovaco | 26 de Outubro de 1939  | 4 de Abril de 1945     | Partido Popular Eslovaco                                      |
| |         |                            |                  |          |                        |                        |                                                               |
| Comitê de Libertação Nacional da Checoslováquia (governo em exílio)(1939–1945)                                                       |         |                            |                  |          |                        |                        |                                                               |
| - |         | Edvard Beneš               | 1884–1948        | Tcheco   | Outubro de 1939        | 2 de Abril de 1945     | Partido Nacional Social Checoslovaco                          |
| |         |                            |                  |          |                        |                        |                                                               |
| Terceira República da Checoslováquia(1945–1948)                                                                                      |         |                            |                  |          |                        |                        |                                                               |
| 4 |         | Edvard Beneš               | 1884–1948        | Tcheco   | 4 de Abril de 1945     | 7 de Junho de 1948     | Partido Nacional Social Checoslovaco                          |
| |         |                            |                  |          |                        |                        |                                                               |
| Era Comunista(1948–1989) Nomes oficiais: República da Checoslováquia (1948-1960), República Socialista da Checoslováquia (1960–1990) |         |                            |                  |          |                        |                        |                                                               |
| 5 |         | Klement Gottwald           | 1896–1953        | Tcheco   | 14 de Junho de 1948    | 14 de Março de 1953    | Partido Comunista da Tchecoslováquia                          |
| 6 |         | Antonín Zápotocký          | 1884–1957        | Tcheco   | 21 de Março de 1953    | 13 de Novembro de 1957 | Partido Comunista da Tchecoslováquia                          |
| - |         | Viliam Široký (ad interim) | 1902-1971        | Eslovaco | 13 de Novembro de 1957 | 19 de Novembro de 1957 | Partido Comunista da Tchecoslováquia                          |
| 7 |         | Antonín Novotný            | 1904–1975        | Tcheco   | 19 de Novembro de 1957 | 22 de Março de 1968    | Partido Comunista da Tchecoslováquia                          |
| - |         | Jozef Lenárt (ad interim)  | 1923-2004        | Eslovaco | 22 de Março de 1968    | 30 de Março de 1968    | Partido Comunista da Tchecoslováquia                          |
| 8 |         | Ludvík Svoboda             | 1895–1979        | Tcheco   | 30 de Março de 1968    | 28 de Maio de 1975     | Partido Comunista da Tchecoslováquia                          |
| 9 |         | Gustáv Husák               | 1913–1991        | Eslovaco | 29 de Maio de 1975     | 10 de Dezembro de 1989 | Partido Comunista da Tchecoslováquia                          |
| - |         | Marián Čalfa (ad interim)  | 1946-            | Eslovaco | 10 de Dezembro de 1989 | 29 de Dezembro de 1989 | Partido Comunista da Tchecoslováquia                          |
| |         |                            |                  |          |                        |                        |                                                               |
| República Federal Checa e Eslovaca(1989–1992)                                                                                        |         |                            |                  |          |                        |                        |                                                               |
| 10 |         | Václav Havel               | 1936–2011        | Tcheco   | 29 de Dezembro de 1989 | 20 de Julho de 1992    | Fórum Cívico                                                  |
| - |         | Jan Stráský (ad interim)   | 1940-2019        | Tcheco   | 20 de Julho de 1992    | 31 de Dezembro de 1992 | Partido Democrático Cívico                                    |

## Secretários-Gerais doPartido Comunista da Checoslováquia(1945–1989)
Com exceção do último, todos os chefes relacionados a seguir exerciam, de facto, um poder executivo forte no país.
Intitulados como Presidente (1945-1953) e Primeiro Secretário (1953-1971).
| # | Retrato | Nome             | Nascimento-Morte | Etnia    | Inicio do mandato      | Fim do mandato         |
| - | ------- | ---------------- | ---------------- | -------- | ---------------------- | ---------------------- |
| 1 |         | Klement Gottwald | 1896–1953        | Tcheco   | Abril de 1945          | 14 de Março de 1953    |
| 2 |         | Antonín Novotný  | 1904–1975        | Tcheco   | 14 de Março de 1953    | 5 de Janeiro de 1968   |
| 3 |         | Alexander Dubček | 1921–1992        | Eslovaco | 5 de Janeiro de 1968   | 17 de Abril de 1969    |
| 4 |         | Gustáv Husák     | 1913–1991        | Eslovaco | 17 de Abril de 1969    | 17 de Dezembro de 1987 |
| 5 |         | Miloš Jakeš      | 1922–2020        | Tcheco   | 17 de Dezembro de 1987 | 24 de Novembro de 1989 |
| 6 |         | Karel Urbánek    | 1941–            | Tcheco   | 24 de Novembro de 1989 | 20 de Dezembro de 1989 |